# Elaphomyces officinalis
Elaphomyces officinalis är en svampart som beskrevs av Nees 1820. Elaphomyces officinalis ingår i släktet Elaphomyces och familjen hjorttryfflar.